# Рюканфоссен
Рюканфоссен (норв. Rjukanfossen) — водоспад в Західній Норвегії, на захід від міста Рюкан. Водоспад є частиною річки Мона, його висота становить 104 м. Через висоту падіння і великий обсяг річки, Рюканфоссен протягом понад сто років використовувався як джерело енергії. У 1905 році компанія «Norsk Hydro» використовувала енергію водоспаду для виробництва селітри як добрива. Нині вода використовується на гідроелектростанції Веморк.
Водоспад є місцевою туристичною пам'яткою.
З норвезької Rjukanfossen перекладається, як «водоспад, що курить». Він отримав свою назву від західнонорвезького Rjukandi, що є похідним від дієслова rjuka, «палити».